# Gardenia transvenulosa
Gardenia transvenulosa là một loài thực vật thuộc họ Rubiaceae. Loài này có ở Kenya và Tanzania.